# 21355 Pikovskaya
21355 Pikovskaya (1997 FZ3) là một tiểu hành tinh vành đai chính được phát hiện ngày 31 tháng 3 năm 1997 bởi nhóm nghiên cứu tiểu hành tinh gần Trái Đất phòng thí nghiệm Lincoln ở Socorro. Tênd for Olga Pikovskaya, an Intel Science Talent Search finalist from Midwood High School ở Brooklyn College.